# Seth et Holth
Seth et Holth é um filme japonês de ficção científica lançado em 29 de setembro de 1993 em VHS e LD, mais conhecido por ser estrelado pelos músicos hide e Tusk. Idealizado e produzido por hide, foi promovido pela revista de música Fool's Mate.
Em 2020, a Fool's Mate relançou suas colaborações com hide, e o filme foi remasterizado em DVD e relançado.

## Enredo
Em um mundo onde não existe tempo chamado Noume, governado pelo deus Atum, vivem as criaturas Seth e Holth. Neste mundo, o olho é considerado a fonte da vida, e os dois se comunicam através da troca de sangue. Quando Holth danifica um de seus olhos, Atum os leva ao mundo humano para encontrar uma cura. No entanto, eles são considerados monstros pelos humanos e são perseguidos.

## Produção
O filme foi idealizado e produzido por hide, que interpreta Seth. Foi dirigido e cinegrafado por Tetsuya Kameyama, que também trabalhou como estilista. O editor-chefe da Fool's Mate, Hideaki Utsumi, escreveu o roteiro, baseado no conto escrito por hide. A trilha sonora foi composta pelos dois músicos, com hide compondo e produzindo, e Tusk, que interpreta Holth, nos vocais. A produção levou cerca de dez meses.

## Elenco
- hide (Hideto Matsumoto) (X Japan) como Seth
- Tusk (Tasuku Izaya) (Zi:Kill) como Holth

## Créditos
- Hide: planejamento, concepção, composição e programação musical
- Tusk: Letras e vocais da trilha sonora
- Hideaki Utsumi (Fool's Mate): produção, roteiro
- Tetsuya Kameyama: direção, cinegrafia[5]

## Trilha sonora
| N.º | Título                     | Duração |  |
| 1.  | "Eyes"                     |         |  |
| 2.  | "Descent to Earth"         |         |  |
| 3.  | "Crosses Everywhere"       |         |  |
| 4.  | "The Church"               |         |  |
| 5.  | "Running ~ Persecution"    |         |  |
| 6.  | "Sacrifice ~ Death"        |         |  |
| 7.  | "Ending theme ~ Music Box" |         |  |